# Baraeus granulosus
Baraeus granulosus là một loài bọ cánh cứng trong họ Cerambycidae.